# Linden (Alabama)
Linden és una població dels Estats Units a l'estat d'Alabama. Segons el cens del 2000 tenia 2.424 habitants.

## Demografia
Segons el cens del 2000, Linden tenia 2.424 habitants, 938 habitatges, i 662 famílies. La densitat de població era de 260,7 habitants/km².
Dels 938 habitatges en un 33% hi vivien nens de menys de 18 anys, en un 45,1% hi vivien parelles casades, en un 22,1% dones solteres, i en un 29,4% no eren unitats familiars. En el 27,8% dels habitatges hi vivien persones soles el 14,4% de les quals corresponia a persones de 65 anys o més que vivien soles. El nombre mitjà de persones vivint en cada habitatge era de 2,48 i el nombre mitjà de persones que vivien en cada família era de 2,98.
Per edats la població es repartia de la següent manera: un 27,7% tenia menys de 18 anys, un 8% entre 18 i 24, un 23,8% entre 25 i 44, un 20,9% de 45 a 60 i un 19,5% 65 anys o més.
L'edat mediana era de 38 anys. Per cada 100 dones hi havia 81,4 homes. Per cada 100 dones de 18 o més anys hi havia 74,3 homes.
La renda mediana per habitatge era de 22.303 $ i la renda mediana per família de 30.733 $. Els homes tenien una renda mediana de 38.964 $ mentre que les dones 17.857 $. La renda per capita de la població era de 16.536 $. Aproximadament el 23,8% de les famílies i el 29,6% de la població estaven per davall del llindar de pobresa.

## Poblacions més properes
El següent diagrama mostra les poblacions més properes.